# マーダー (特殊潜航艇)
マーダー（Marder）は、第二次世界大戦時のドイツがネガーから改良を進めて開発した小型潜航艇である。マーダーとはドイツ語でテンのことである。

## 概要
この特殊潜航艇は全長8.3mで、ネガーとの差異は潜航を可能とするための注水タンクを艇首に備えたことである。ただし魚雷発射時にはネガー同様水上へ戻る必要があった。生産数は約300隻である。もう一つの改良が、操縦手が外界を見るためのドームに加えられている。このドームは艇の出入り口としても用いられていたが、ネガーと異なり、艇の内部からこれを開放できるようになった。最大潜航深度は約25mである。
この潜航艇の最初の作戦は1944年8月2日に設定された。このときドイツ海軍小型戦闘部隊は戦争中で最大の戦果を上げた。58隻のマーダーと22隻の「リンゼン」艇がノルマンディの船舶輸送に対して出撃した。この出撃は、複数のマーダーと爆発物を搭載したモーターボート「リンゼン」とが連合して行う作戦の一部だった。イギリス海軍の護衛駆逐艦クォーンが「マーダー」に撃沈され、また付随して「リンゼン」によって掃海艇ゲアセイが撃沈され、リバティ船Samlongが全損した。代償は41隻のマーダーおよび22隻の「リンゼン」艇であった。